# Monsermin Yacila Peña
Monsermín Yacila Peña (Tumbes, Perú, 8 de diciembre de 1955) es un político peruano. Fue alcalde de la provincia de Tumbes entre 1984 y 1987.
Su primera participación política se dio en las elecciones municipales de 1983 en las que fue elegido alcalde provincial de Tumbes por la Izquierda Unida. Participó en las elecciones regionales del 2002 como candidato a la presidencia del Gobierno Regional de Tumbes por el movimiento "Viva Tumbes Ya" sin obtener la elección.